# Odontogeriatria
Odontogeriatria é uma especialização da Odontologia que cuida da saúde bucal de idosos, prevenindo e tratando os problemas comuns a essa faixa etária. Trata-se de uma nova especialidade odontológica. A sua existência atual se deve principalmente a dois fatos: primeiro o número de idosos aumentou muito (diversos fatores tais como a medicina moderna e a prevenção aumentaram muito a sobrevida da população); e, em segundo lugar, os idosos têm mais dentes.